# Victor Coste
Jacques Marie Cyprien Victor Coste (Castries, 11 maggio 1807 – Résenlieu, 19 settembre 1873) è stato un naturalista e zoologo francese.

## Biografia
Nato a Castries, figlio di Jacques Coste e di Marguerite Julien.

Studiò medicina all'Università di Montpellier. Insegnò anatomia alla Scuola Pratica di Parigi. Divenne studioso di embriologia e fu professore della materia al Collegio di Francia a partire dal 1844.
Dedicò gli ultimi anni della sua vita allo studio della piscicoltura, curando un'installazione a Huningue (Alsazia), dove produsse 600.000 tra trote e salmoni.
Nel 1851 divenne membro dell'Accademia delle Scienze; nel 1871 ne fu anche presidente.

## Opere
- Cours d'embryogénie comparée (Parigi 1837)
- Ovologie du kangourou (Parigi 1838)
- Histoire générale et particulière du développement des corps organisés (Parigi 1847-1859).
- Instructions pratiques sur la pisciculture (Parigi, II vol. 1853-1856)
- Voyage d'exploration sur le littoral de la France et de l'Italie (II vol. 1855-1861)